# Сосновка-2
Сосно́вка-2 (рос. Сосновка-2) — селище у складі Кемеровського округу Кемеровської області, Росія.
Стара назва — Сосновка 2-а.

## Населення
Населення — 168 осіб (2010; 53 у 2002).
Національний склад (станом на 2002 рік):
- росіяни — 100 %